# Atti della Società Italiana di Scienze Naturali e del Museo Civico di Storia Naturale di Milano
Atti della Società Italiana di Scienze Naturali e del Museo Civico di Storia Naturale di Milano (abreviado Atti Soc. Ital. Sci. Nat. Mus. Civico Storia Nat. Milano) es una revista con ilustraciones y descripciones botánicas que es publicada en Milán desde el año 1896. Fue precedida por Atti Soc. Ital. Sci. Nat..	